# Panarenia
Panarenia là một chi bướm đêm thuộc họ Erebidae.